# Zygonyx takasago
Zygonyx takasago – gatunek ważki z rodziny ważkowatych (Libellulidae).